# École d’Ingénieurs en Génie des Systèmes Industriels
Die École d’Ingénieurs en Génie des Systèmes Industriels (EIGSI, École d’ingénieurs généralistes La Rochelle) ist eine französische Ingenieurhochschule, die 1901 als École d’Électricité et de Mécanique Industrielle (EEMI) in Paris gegründet wurde.
Die staatlich anerkannte private Hochschule von allgemeinem Interesse bildet Ingenieure mit einem multidisziplinären Profil aus, die in allen Bereichen der Industrie und des Dienstleistungssektors arbeiten.
Sie änderte 1990 den Namen in EIGSI und verlegte ihren Sitz nach La Rochelle. Seit 2006 betreibt sie eine Zweigstelle in Casablanca. Die Schule ist Mitglied der Conférence des grandes écoles (CGE).